# Oldman River Dam
Der Oldman River Dam ist eine Talsperre am Oberlauf des Oldman River im Südwesten der kanadischen Provinz Alberta. Er dient der Bewässerung einer landwirtschaftlichen Fläche von 700 km².

## Geschichte
Die Talsperre wurde 1989–1991 als Erd- und Steinschüttdamm errichtet. Ein Jahr später wurde das Kraftwerk fertiggestellt. Der Bau war bei den ansässigen Ureinwohnern, den Blackfoot-Indianern der Piikani First Nation, umstritten. Im Juli 2007 nahm die Piikani Nation von Brockett die Option wahr, 25 % am Wasserkraftprojekt zu erwerben.

## Staudamm
Der Erd- und Steinschüttdamm ist 1200 m lang. Er besitzt eine Höhe über Gründungssohle von 76 m.

## Stausee
Der Staudamm staut den Oldman River über eine Länge von 17 km auf. Außerdem werden die Zuflüsse Castle River und Crowsnest River um bis zu 12 km bzw. 7,5 km aufgestaut.
Der Stausee hat bei Vollstau (FSL=full supply level) eine Höhe von 1118,6 m. Die maximale Wassertiefe liegt bei Vollstau bei 68,6 m. Ab einer Wasserspiegelhöhe von 1109,9 m kann Wasser über die Hochwasserentlastung abgeführt werden. Über zwei Ableitungstunnel im Sockel des Staudamms gelangt das Wasser zum Kraftwerk. Entlang dem Seeufer befinden sich mehrere Zelt- und Rastplätze, die von der Oldman River Provincial Recreation Area betrieben werden.

## Kraftwerk
Das Kraftwerk besitzt zwei Turbinen zu je 16 MW. Es wird hauptsächlich zwischen Mai und September, wenn der Abfluss am größten ist, Energie gewonnen. Die durchschnittliche Jahresenergieproduktion beträgt 114 GWh.